# Alexia Fernández
Alexia Fernández (Madrid, España, 28 de mayo de 2002) es una futbolista española. Juega de extremo o carrilera y su equipo actual es el Atlético de Madrid de la Primera División de España de España. Fue definida por Manolo Cano como «una jugadora con un potencial tremendo, mucha verticalidad, mucha velocidad y desparpajo.» Ganó la Copa de la Reina de 2023.

## Trayectoria

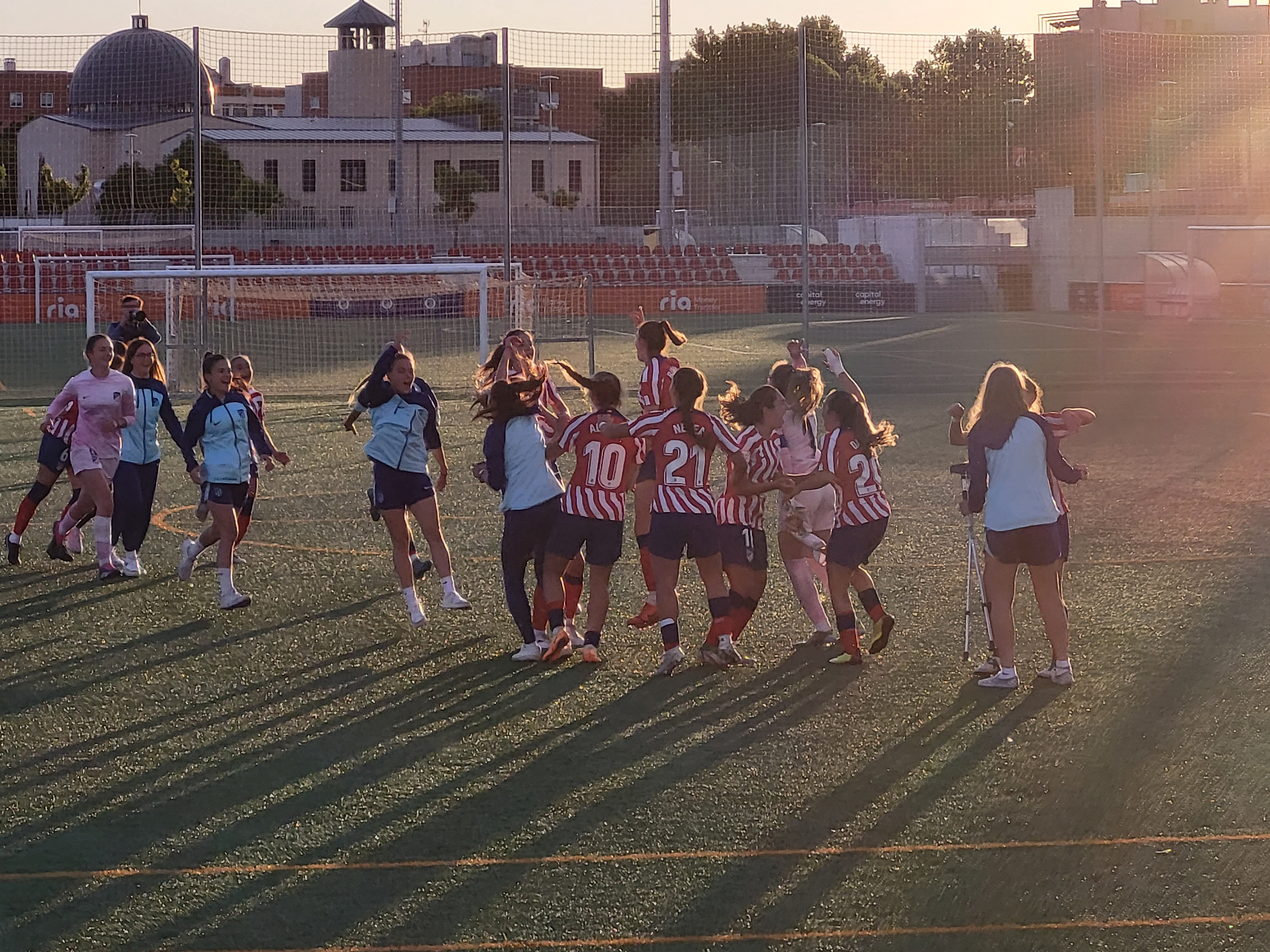
Alexia y sus compañeras del Atlético de Madrid B celebran el ascenso a Primera Federación en mayo de 2023

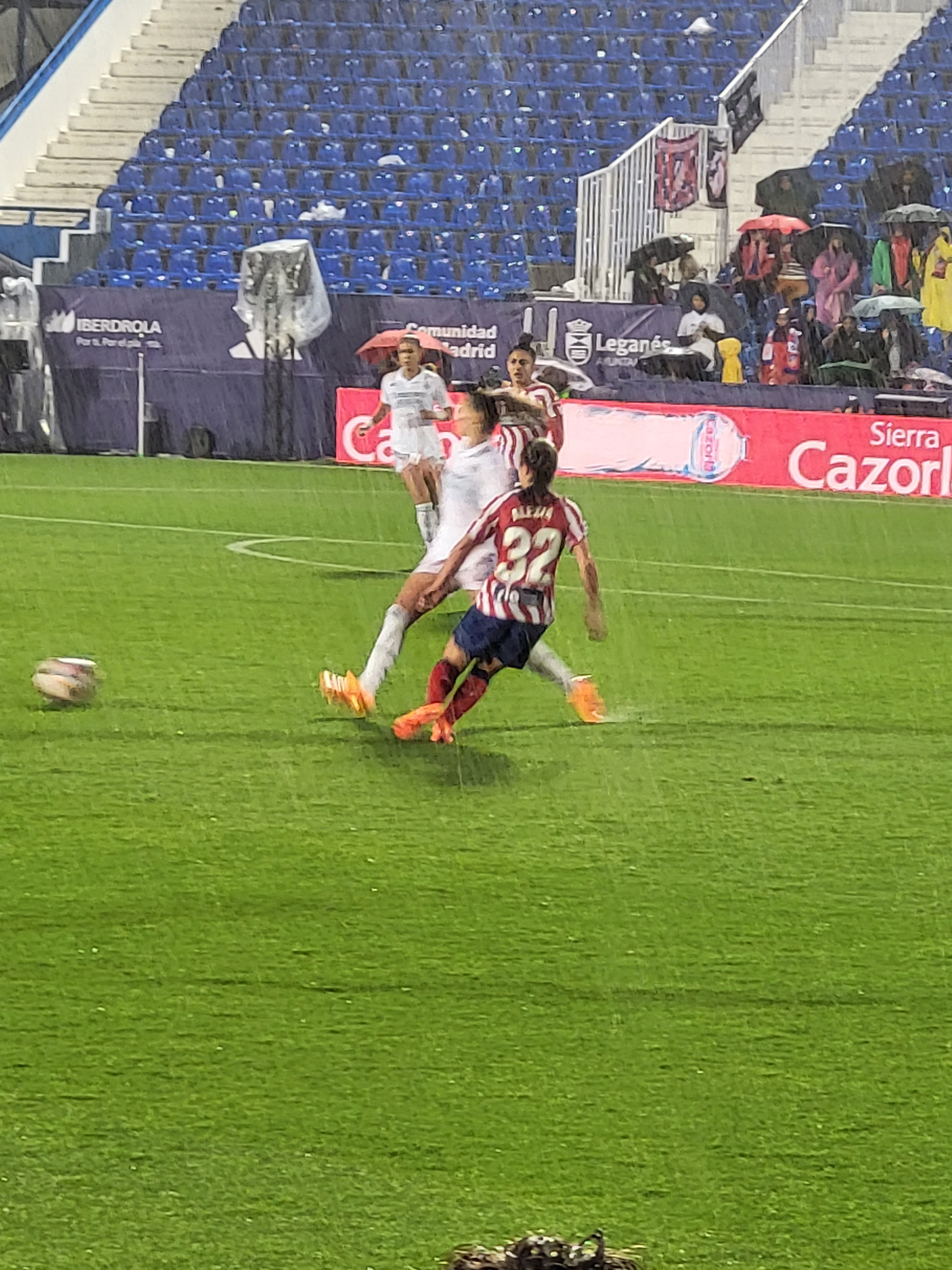
Alexia Fernández en la final de la Copa de la Reina de 2023

Empezó a jugar en la categoría sub-13 en el Águilas de Moratalaz y en el Olímpico de Moratalaz. Al llegar a la categoría infantil pasó a jugar en el Rayo Vallecano, con el que fueron campeonas de liga superando a 12 equipos masculinos en la temporada 2015-16.
Tras pasar por la categoría juvenil y participar con el filial rayista en la temporada 2018-19, fichó en 2019 por el Atlético de Madrid C, que jugaba en Primera Nacional. En marzo de 2020 llegó a jugar con el primer equipo en un amistoso en Turquía. También jugó 3 encuentros con el Atlético de Madrid B, y marcó un gol.
En la temporada 2020-21 subió al Atlético de Madrid B, que jugaba en el Grupo Norte de la Primera División B, que la temporada siguiente pasaría a ser Reto Iberdrola. Jugó 21 partidos y marcó otro gol. En octubre de 2021 volvió a jugar con el primer equipo en un partido amistoso ante la selección de Marruecos. Esa segunda temporada en la división de plata acabó en la parte baja de la tabla, por lo que pasó a formar parte de la nueva categoría Segunda Federación, tercer nivel de las ligas de fútbol femenino. Alexia jugó 27 partidos y marcó 4 goles.
En la temporada 2022-23 hizo la pretemporada con el primer equipo y jugó varios partidos amistosos, estrenándose como goleadora. Jugó la temporada como titular habitual con el filial rojiblanco, alternando con convocatorias con el primer equipo, y volvió a jugar un torneo amistoso con el Atlético de Madrid en Brasil. El Atlético B empezó muy irregular la liga, pero en la segunda vuelta remontó encadenando 12 victorias consecutivas y fueron campeonas de su liga, logrando el 13 de mayo de 2023 el ascenso a Primera Federación. Alexia retrasó su posición adaptándose a jugar en algunos partidos como carrilera, y disputó 29 partidos, marcó 5 goles y dio 2 asistencias. El 19 de mayo debutó en Primera División al sustituir a Estefanía Banini en la jornada 30 de liga ante el Granadilla Tenerife, con victoria por 4-0. El 27 de mayo jugó en la final de la Copa de la Reina al entrar en la segunda mitad. El equipo iba perdiendo 0-2 ante el Real Madrid bajo una gran tormenta e igualaron el marcador en el tiempo de descuento. Tras una prórroga sin goles el Atlético de Madrid ganó el título en la tanda de penaltis.
En la temporada 2023-24 pasó a formar parte del primer equipo, donde apenas tuvo minutos y jugó varios encuentros con el filial y ayudó a que mantuviesen la categoría. Con el primer equipo cayeron eliminadas en la semifinal de la Supercopa y llegaron a la semifinal de la Copa de la Reina. Lograron el objetivo de clasificarse para la Liga de Campeones tras ser terceras en liga.
En julio de 2024 se fue cedida al Granada C. F.. En el equipo nazarí jugó de manera habitual como carrilera por la banda izquierda, marcó 5 goles y dio 2 asistencias. El Granada fue la revelación de la temporada al lograr la quinta plaza y alcanzar la semifinal de Copa de la Reina, lo que le llevó a debutar con la selección nacional en la categoría sub-23, junto a varias compañeras de equipo. Al final de la temporada fue incluida por la empresa EA Sports en el once ideal de la Liga F.

## Selección nacional
El 25 de febrero de 2025 debutó con la selección sub-23 en un amistoso ante Dinamarca al saltar al campo en la segunda mitad.

## Estadísticas

### Clubes
Actualizado al último partido jugado el 18 de mayo de 2025.
| Club | Div.          | Temporada     | Liga  | Liga  | Liga   | Copas nacionales(1) | Copas nacionales(1) | Copas nacionales(1) | Copas internacionales(2) | Copas internacionales(2) | Copas internacionales(2) | Total | Total | Total  | Media goleadora(3) |
| Club | Div.          | Temporada     | Part. | Goles | Asist. | Part.               | Goles               | Asist.              | Part.                    | Goles                    | Asist.                   | Part. | Goles | Asist. | Media goleadora(3) |
| --- | ------------- | ------------- | ----- | ----- | ------ | ------------------- | ------------------- | ------------------- | ------------------------ | ------------------------ | ------------------------ | ----- | ----- | ------ | ------------------ |
| Atlético de Madrid B · España |               |               |       |       |        |                     |                     |                     |                          |                          |                          |       |       |        |                    |
| 2.ª | 2019-20       | 3             | 1     |       | -      | -                   | -                   | -                   | -                        | -                        | 3                        | 1     |       | 0.33   |                    |
| 2.ª | 2020-21       | 21            | 1     |       | -      | -                   | -                   | -                   | -                        | -                        | 21                       | 1     |       | 0.05   |                    |
| 2.ª | 2021-22       | 27            | 4     |       | -      | -                   | -                   | -                   | -                        | -                        | 27                       | 4     |       | 0.15   |                    |
| 2ª. RFEF | 2022-23       | 26            | 5     | 2     | -      | -                   | -                   | -                   | -                        | -                        | 26                       | 5     | 2     | 0.19   |                    |
| 2.ª | 2023-24       | 10            | 1     |       | -      | -                   | -                   | -                   | -                        | -                        | 10                       | 1     |       | 0.10   |                    |
| Total club | Total club    | 87            | 12    | 2+    |        |                     |                     |                     |                          |                          | 87                       | 12    | 2+    | 0.14   |                    |
| Atlético de Madrid · España |               |               |       |       |        |                     |                     |                     |                          |                          |                          |       |       |        |                    |
| 1.ª | 2022-23       | 1             | 0     | 0     | 1      | 0                   | 0                   |                     |                          |                          | 2                        | 0     | 0     | 0      |                    |
| 1.ª | 2023-24       | 1             | 0     | 0     | 1      | 0                   | 0                   |                     |                          |                          | 2                        | 0     | 0     | 0      |                    |
| Total club | Total club    | 2             | 0     | 0     | 2      | 0                   | 0                   |                     |                          |                          | 4                        | 0     | 0     | 0      |                    |
| Granada C. F. · España |               |               |       |       |        |                     |                     |                     |                          |                          |                          |       |       |        |                    |
| 1.ª | 2024-25       | 29            | 5     | 2     | 4      | 0                   | 0                   |                     |                          |                          | 33                       | 5     | 2     | 0.17   |                    |
| Total club | Total club    | 29            | 5     | 2     | 4      | 0                   | 0                   |                     |                          |                          | 33                       | 5     | 2     | 0.17   |                    |
| Total carrera | Total carrera | Total carrera | 118   | 17    | 4+     | 6                   | 0                   | 0                   | 0                        | 0                        | 0                        | 124   | 17    | 4+     | 0.14               |
| (1) Incluye datos de Copa de la Reina y la Supercopa. (2) Incluye datos de Liga de Campeones Femenina de la UEFA. (3) No incluye goles en partidos amistosos. |               |               |       |       |        |                     |                     |                     |                          |                          |                          |       |       |        |                    |

### Selección
Actualizado al último partido jugado el 1 de junio de 2025.
| Selecciones | Año   | Continental(4) | Continental(4) | Continental(4) | Mundial | Mundial | Mundial | Amistosos (5) | Amistosos (5) | Amistosos (5) | Total | Total | Total  | Media goleadora |  |
| Selecciones | Año   | Part.          | Goles          | Asist.         | Part.   | Goles   | Asist.  | Part.         | Goles         | Asist.        | Part. | Goles | Asist. | Media goleadora |  |
| --- | ----- | -------------- | -------------- | -------------- | ------- | ------- | ------- | ------------- | ------------- | ------------- | ----- | ----- | ------ | --------------- |  |
| Sub-23 | 2025  | -              | -              | -              | -       | -       | -       | 3             | 0             | 0             | 3     | 0     | 0      | -               |  |
| Sub-23 | Total |                |                |                |         |         |         | 3             | 0             | 0             | 3     | 0     | 0      |                 |  |
| |       |                |                |                |         |         |         |               |               |               |       |       |        |                 |  |
| (4) Se incluyen Campeonatos Europeos y sus fases de Clasificación. (5) Sólo se incluyen partidos contra selecciones nacionales. |       |                |                |                |         |         |         |               |               |               |       |       |        |                 |  |

## Palmarés

### Campeonatos nacionales
| Título           | Club               | País   | Año     |
| ---------------- | ------------------ | ------ | ------- |
| Copa de la Reina | Atlético de Madrid | España | 2022-23 |

### Distinciones individuales
| Distinción                                  | Año     |
| ------------------------------------------- | ------- |
| Elegida en Team of the Season por EA Sports | 2024-25 |